# Belle-Meuse
Le ruisseau de Belle-Meuse est un cours d'eau ardennais de Belgique, affluent du ruisseau de Martin-Moulin et faisant donc partie du bassin versant de la Meuse. Il coule entièrement en province de Luxembourg.

## Parcours
Le ruisseau de Belle-Meuse prend sa source dans la Fange aux Mochettes sur le plateau des Tailles à l'ouest de la Baraque de Fraiture à 3 kilomètres à l'est du village de Samrée à une altitude d'environ 600 m. Le cours d'eau passe ensuite par l'ancien moulin de Belle-Meuse, la Baraque de Bérismenil, Nadrin et le Lac de Belle-Meuse (en réalité : un étang d'une superficie d'1,5 ha avec pêcherie et camping à proximité). Il arrose ensuite Petite-Mormont avant de se jeter dans le ruisseau de Martin-Moulin à une altitude de 310 m. Son cours d'une longueur approximative de 12 kilomètres se déroule en forêt à l'exception de son passage à Nadrin.